# 傅里叶变换离子回旋共振质谱法
傅里叶变换离子回旋共振质谱法也称作傅里叶变换质谱分析，这是一种根据给定磁场中的离子回旋频率来测量离子质荷比（m/z）的质谱分析方法。
彭宁离子阱（Penning Trap）中的离子被垂直于磁场的震荡电场激发出一个更大的回旋半径，这种激发作用同时也会导致离子的同相移动（形成离子束）。当回旋的离子束接近一对捕集板时，捕集板上会检测到影像电流信号。这种信号被称为自由感应衰减（FID），是一种由许多重叠的正弦波组成的瞬态或干涉图。通过傅里叶变换，我们可以从这些信号数据中萃取出有用的信号形成质谱。
傅里叶变换离子回旋共振质谱法（FTICR-MS）具有非常高的析像能力，可以十分精确地测定物质。因此对于FTICR-MS的使用主要是利用它的高分辨率检测分子组成。这一检测的理论前提是元素在这一过程中会发生质量亏损。
此外，FTICR-MS通常也被用来研究复杂的混合物。这是由于它所产生的分析图像具有较窄的峰宽，能够将两个质量相近的离子返回的信号（质荷比m/z）区分开来。
利用电喷射离子化作用产生的大量电荷，这种高分辨率同样也可以应用于蛋白质等高分子研究中。这些大分子中包含的同位素分布能够产生一系列同位素峰，由于这些同位素峰在质荷比坐标轴上十分接近，因此我们就要用到FTICR所具有的高解析分辨能力，结合大量电荷喷射来对其进行观察研究。
FTICR-MS与其他质谱分析仪器最大的不同点在于，它不是用离子去撞击一个类似电子倍增器的感应装置，只是让离子从感应板附近经过。而且对于物质的测定也不像其他技术手段一样利用时空法，而是根据频率来进行测量。利用象限仪（sector instruments）检测时，不同的离子会在不同的地方被检测出来；利用飞行时间法（time-of-flight）检测时，不同的离子会在不同的时间被检测出来；而利用FTICR-MS检测时，离子会在给定的时空条件下被同时检测出来。
FTICR是由英属哥伦比亚大学（University of British Columbia）的Alan G. Marshall 和 Melvin B. Comisarow二位学者发明的。首篇相关论文发表于1974年的《化学物理学》杂志。这一发明的灵感来源于传统的离子回旋共振（ICR）和傅里叶核磁共振（FT-NMR）波谱学。Alan G. Marshall随后在俄亥俄州立大学、佛罗里达州立大学继续丰富和发展了这项技术。
 

## 相关理论

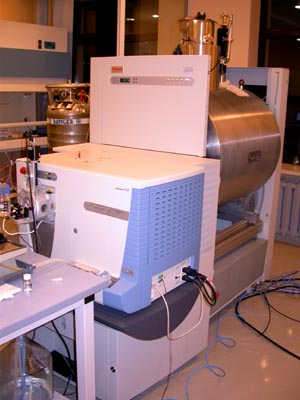
Linear ion trap - Fourier transform ion cyclotron resonance mass spectrometer (panels around magnet are missing).

FT-ICR与回旋加速器（cyclotron）的物理学原理十分相似，至少在第一近似值方面二者相差无几。
在最简单的理想状态下，回旋频率和质荷比之间的关系可以用如下的公式来表示：
{\displaystyle f={\frac {qB}{2\pi m}}}
其中{\displaystyle f}表示回旋频率，q为离子电荷，B为磁场强度，m为离子质量。
一般将该公式写为角频率 {\displaystyle \omega _{c}} 的形式:
{\displaystyle \omega _{\text{c}}={\frac {qB}{m}},}
由于在实际应用中我们用了一个四极的电场把离子限制在轴向中，这种诱捕装置会使离子产生震动，从而影响到其（角）频率:
{\displaystyle \omega _{t}={\sqrt {\frac {q\alpha }{m}}}}
α是一个常量（和谐振装置的刚度常数类似），是由电压、诱捕阱尺寸及其几何构造共同决定的。
电场及其造成的轴向谐振运动在减弱回旋频率的同时，其磁控管频率催生了另外一种被称为磁控运动的轴向运动。尽管在计算中仍然使用回旋运动的频率来表示，但实际上这一频率并不完全是由回旋现象本身决定的，真正的角频率应当是这样的：
{\displaystyle \omega _{\pm }={\frac {\omega _{c}}{2}}\pm {\sqrt {\left({\frac {\omega _{c}}{2}}\right)^{2}-\left({\frac {\omega _{t}}{2}}\right)^{2}}}}
ωt是诱捕行为产生的轴向谐振频率，ω+是被减弱了的回旋角频率，ω–是由磁控管影响产生的角频率。ω+一般是我们使用FT-ICR时测量得到的值
当我们假设ωt非常小的时候，这个公式就不难理解了，事实上也确实如此。在这种情况下，ωt的根基值略小于ωc/2, ω+的值略小于ωc（回旋频率被略微降低了）。ω–的情况也一样（其根基值略小于ωc/2），并且ωc/2减去ω–的值与ωc减去ω+的值相等。这个差值正是回旋频率被减掉的精确值。
 

## ICR结构类型
ICR结构可以分为以下两种：

### 封闭式
尽管各种封闭式ICR单元在几何构造上有些差异，不过它们都拥有一些共同的特点：栅格电极被设置在两端用来提供电场，诱捕离子，使离子沿轴向运动（平行于磁力线）。离子即可以由内部产生（使用电子碰撞电离）；也可以由外部离子源喷射（比如使用电喷射或者MALDI）。嵌套的ICR单元拥有两对栅格电极，可以同时诱捕阴离子和阳离子。

### 开放式
最常见的几何形状是圆柱形，沿轴的方向分割成几个不同的部分，用来提供不同的环状电极。中央环电极一般用来提供放射状励磁电场（用来激发离子，具体说明请点击）以及用来侦测。终端的环电极则通直流电，用来诱捕离子沿磁力线运动。
现在已经有了多种环电极直径各异的ICR单元（产品种类很丰富）。它们不仅能够同时诱捕侦测阴离子与阳离子，而且可以将这两种离子以放射状区分开来，这就为我们研究阴阳两种离子的离子加速动力学提供了十分便利的观察条件。事实上，一些为研究离子间碰撞而准备的离子轴向加速方案最近已经出现了。